# Parectropis pallida
Parectropis pallida là một loài bướm đêm trong họ Geometridae.